# Henryk Kwinto
Henryk Kwinto (ur. 1885) – fikcyjna postać z filmów kryminalnych Vabank (1981) oraz jego sequelu Vabank II, czyli riposta (1984), w reżyserii Juliusza Machulskiego. W rolę wcielił się Jan Machulski, ojciec reżysera.
Henryk Kwinto jest kasiarzem i muzykiem, który po sześcioletnim pobycie w więzieniu wychodzi w październiku 1934 roku na wolność. Chce żyć w zgodzie z prawem, ale po śmierci swojego przyjaciela Tadeusza Rychlińskiego (Tadeusz Proć), zamordowanego na zlecenia właściciela banku Gustawa Kramera (Leonard Pietraszak), ponownie decyduje się na włamanie. W sequelu, którego akcja rozgrywa się w maju 1936 roku, Kwinto znów staje oko w oko z Kramerem, który po ucieczce z więzienia na Sikawie usiłuje zemścić się na nim.
Postać Henryka Kwinty była wzorowana na autentycznym przedwojennym warszawskim hochsztaplerze Stanisławie Cichockim.

## Nawiązania do postaci w kulturze
- W Kiler-ów 2-óch furgonetka użyta przez złodziei do przewozu złota należy do firmy „H. Kwinto Kasy Pancerne”.
- W Seksmisji jedna z osób na liście „najstarszych starowinek” nazywa się Ella Kwinto.
- W filmie Kingsajz występuje krasnoludek o imieniu Kwintek, w którego rolę również wcielił się Jan Machulski.
- W dodatku „Serca z kamienia” do gry komputerowej Wiedźmin 3: Dziki Gon, autorstwa studia CD Projekt Red, występuje kasiarz Quinto.